# Villembray
Villembray é uma comuna francesa na região administrativa de Altos da França, no departamento de Oise. Estende-se por uma área de 6,53 km². Em 2010 a comuna tinha 256 habitantes (densidade: 39,2 hab./km²).